# 1904 no teatro

## Eventos
- Madama Butterfly (ópera) de Giacomo Puccini, estreou no Teatro alla Scala em Milão, Itália.

## Nascimentos
| Data           | Nome         | Profissão | Nacionalidade   | Observações | Ref |
| -------------- | ------------ | --------- | --------------- | ----------- | --- |
| 26 de Junho    | Peter Lorre  | ator      | Áustria-Hungria | m. 1964     |     |
| 29 de Setembro | Greer Garson | atriz     | Reino Unido     | m. 1996     |     |

## Mortes
| Data              | Nome                      | Profissão             | Nacionalidade   | Observações | Ref |
| ----------------- | ------------------------- | --------------------- | --------------- | ----------- | --- |
| 14 ou 15 de Julho | Anton Pavlovitch Tchékhov | escritor e dramaturgo | União Soviética | n. 1860     |     |